# مصریه، حمص
مصریه (به عربی: المصریة) یک روستا در سوریه است که در استان حمص واقع شده‌است. مصریه ۶۱۸ نفر جمعیت دارد.